# Stephan Dabbert
Stephan Dabbert (* 23. Juni 1958 in Braunschweig; † 1. Oktober 2024 in Stuttgart) war ein deutscher Agrarökonom. Er war von April 2012 bis zu seinem Tod Rektor der Universität Hohenheim.

## Leben und Wirken
Dabbert studierte nach einer landwirtschaftlichen Lehre Agrarwissenschaften an der Christian-Albrechts-Universität zu Kiel und schloss das Studium der Agrarökonomie mit dem Grade eines Master of Science an der Pennsylvania State University ab. Er promovierte 1990 an der Universität Hohenheim zum Dr. sc. agr. mit der Dissertation Zur optimalen Organisation alternativer landwirtschaftlicher Betriebe, untersucht am Beispiel organisch-biologischer Haupterwerbsbetriebe in Baden-Württemberg und habilitierte sich dort 1993 für das Gebiet Landwirtschaftliche Betriebslehre mit seiner Schrift Ökonomik der Bodenfruchtbarkeit.
Von 1992 bis 1994 leitete er das Institut für Sozioökonomie am Zentrum für Agrarlandschafts- und Landnutzungsforschung (ZALF) in Müncheberg. Ab 1994 leitete er als Professor den Hohenheimer Lehrstuhl für Produktionstheorie und Ressourcenökonomik im Agrarbereich. Von 2000 bis 2002 war er Dekan der Fakultät IV – Agrarwissenschaften II – Agrarökonomie, Agrartechnik und Tierproduktion der Universität Hohenheim. Von 2002 bis 2006 war er Dekan der fusionierten Fakultät Agrarwissenschaften in Hohenheim. Am 16. Dezember 2011 setzte er sich mit großer Mehrheit als interner Rektor-Kandidat gegen 13 weitere Bewerber um die Rektoratsnachfolge von Hans-Peter Liebig durch. Er trat das Amt am 1. April 2012 an. Am 15. Mai 2017 und am 30. Juni 2023 wurde er wiedergewählt. Im September 2024 bat Dabbert das Rektorat der Universität Hohenheim, die Amtsgeschäfte zu übernehmen und das Wahlverfahren für seine Nachfolge einzuleiten. Während seiner Amtszeit als Rektor war er von Amts wegen auch Vorstandsmitglied im Universitätsbund Hohenheim.
Der Deutsche Hochschulverband wählte Dabbert 2016 zum Rektor des Jahres. 2021 erreichte er den dritten, 2023 den zweiten Platz. Zudem wurde er sieben Mal zum beliebtesten Rektor Baden-Württembergs gewählt. Von 2020 bis 2022 war er Vorsitzender der Landesrektorenkonferenz Baden-Württemberg. Außerdem war er im wissenschaftlichen Beirat des FiBL Schweiz vertreten.
Dabbert starb am 1. Oktober 2024 im Alter von 66 Jahren nach schwerer Krankheit. Die Gedenkfeier im vollbesetzten Audimax am 8. November wurde von Prorektor Andreas Pyka geleitet.

## Arbeitsgebiet und Veröffentlichungen
- Ein Forschungsschwerpunkt Dabberts lag in ökonomischen Fragen des ökologischen Landbaus. Ein zweiter Schwerpunkt lag in interdisziplinären Modellierungsansätzen, mit denen sich die Landwirtschaft auf Landschafts- oder Regionsebene abbilden lässt.
- Forschungsprojekte im Department von Stephan Dabbert
- Publikationen von Stephan Dabbert